# Бібліотека імені Олександра Олеся
Бібліотека ім. О. Олеся — бібліотека в Дніпровському районі Києва.

## Адреса
02094 м. Київ, проспект Леоніда Каденюка, 19/30.

## Характеристика
Площа приміщення бібліотеки — 436 м², бібліотечний  фонд — 27,2 тис. примірників. Щорічно обслуговує 3,9 тис. користувачів, кількість відвідувань за рік — 27 тисяч, книговидач — 78 тис. примірників.

## Історія бібліотеки
Заснована 1950 року як юнацька бібліотека на «Шовкобуді» Дарницького району. В 1967 році їй присвоєно назву «Бібліотека ім. 50-річчя Жовтня».
З 1991 року бібліотека зареєстрована як бібліотека-філія № 5.
2010 року бібліотеці присвоїно ім'я видатного українського поета Олександра Олеся (Олександра Кандиби).
Книжковий фонд становить 27,2 тис. примірників.
Партнери бібліотеки: спеціалізована СШ № 129, педагогічний коледж, енерготехнікум, театр-студія «Осінь», ВПТУ дизайну одягу.
В бібліотеці працює любительське об’єднання «Співрозмовник».
В співдружності з членами об’єднання і артистами театру «Осінь» втілюються в життя різноманітні культурно-освітні проекти: літературно-музичні виставки, поетичні презентації, вечори-зустрічі.